# Gärtner (Mondkrater)
Gärtner ist ein Einschlagkrater auf dem Mond. Er liegt südlich von Democritus, ist stark erodiert, im südwestlichen Teil weitgehend eingeebnet und im Inneren von dem im Süden angrenzenden Mare Frigoris überflutet. 
Im Inneren verläuft die Mondrille Rima Gärtner vom Nebenkrater Gärtner D in nordöstliche Richtung.
| Buchstabe | Position           | Durchmesser | Link |
| --------- | ------------------ | ----------- | ---- |
| A         | 60,69° N, 37,67° O | 13 km       |      |
| C         | 59,51° N, 31,1° O  | 8 km        |      |
| D         | 58,5° N, 33,96° O  | 8 km        |      |
| E         | 61,55° N, 43,78° O | 5 km        |      |
| F         | 57,54° N, 30,25° O | 14 km       |      |
| G         | 59,64° N, 39,89° O | 23 km       |      |
| M         | 55,52° N, 37,02° O | 11 km       |      |

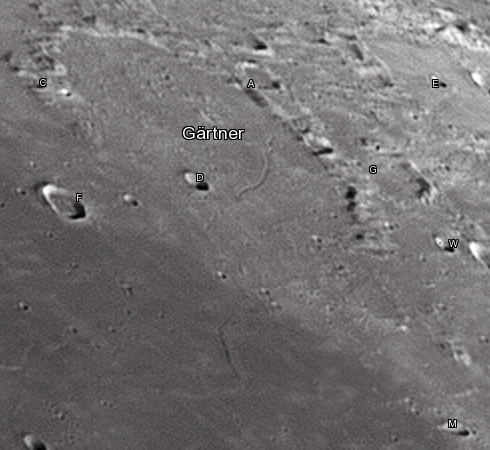
Gärtner und seine Nebenkrater

Der Krater wurde 1935 von der IAU nach dem deutschen Astronomen Christian Gärtner offiziell benannt.
Der Name erschien erstmals in den Selenotopographischen Fragmenten von Johann Hieronymus Schroeter.